# Myra (stad)

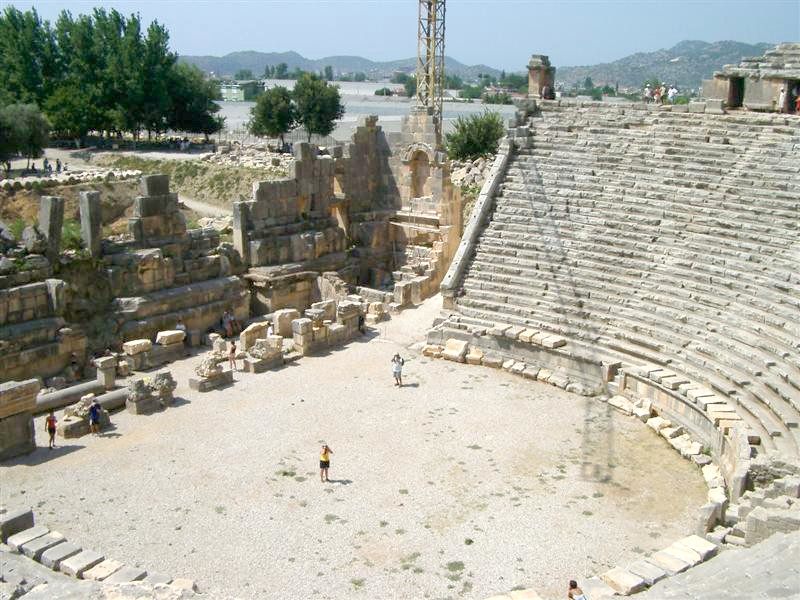
Romersk teater i Myra

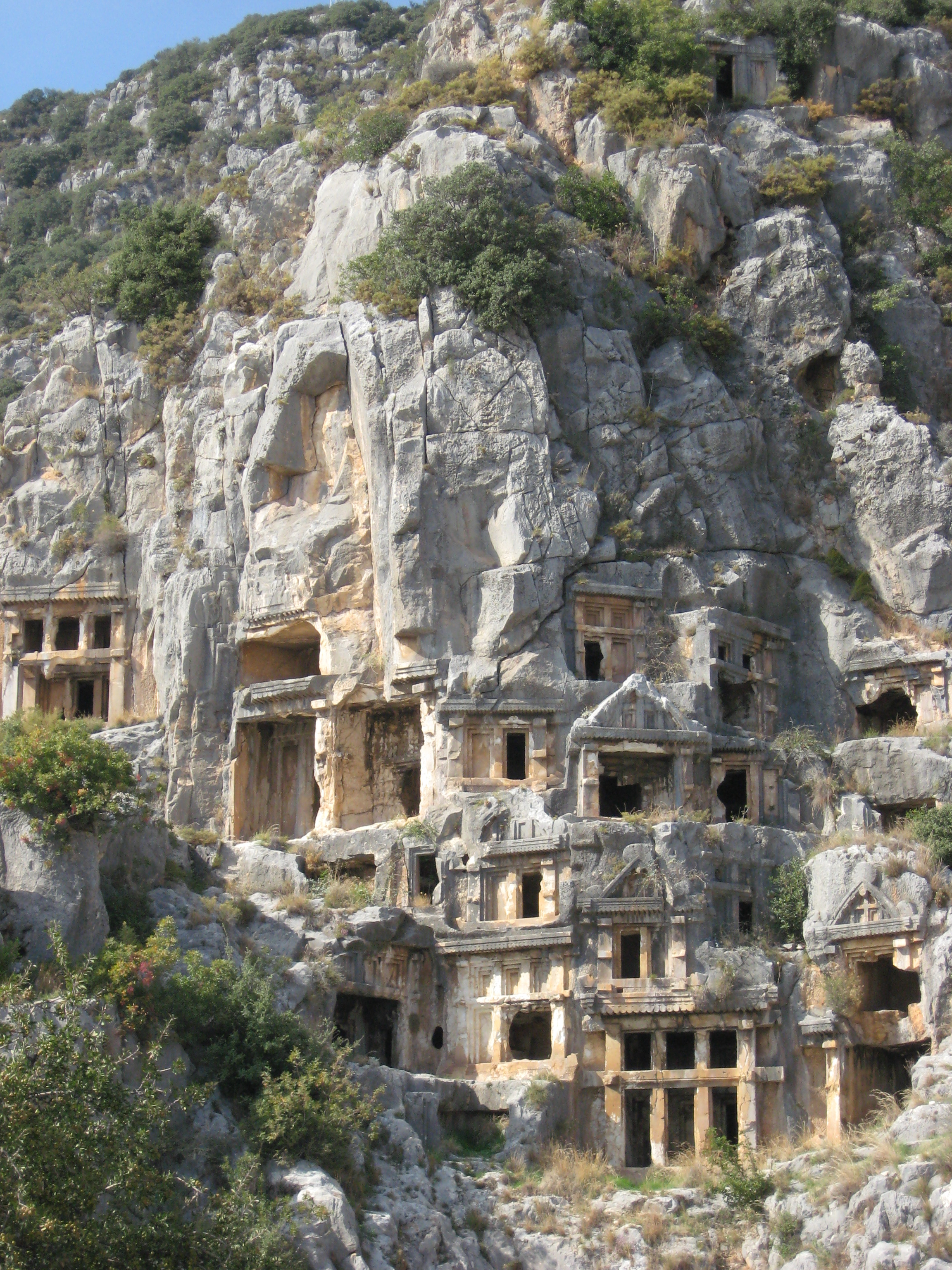
Klippgravar

Myra (grekiska: Μύρα, turkiska: Myra) var en antik grekisk stad i Lykien och under en tid dess huvudstad. Idag ligger staden Demre (till 2005 även kallad Kale) vid samma plats, i västra delen av nuvarande turkiska provinsen Antalya.
Staden låg tjugo stadier, knappt fyra kilometer, från havet vid den lilla floden Myros (nu Demre Çay). Staden innehåller många fornlämningar. Särskilt märkliga är de i akropolis västra sida inhuggna klippgravarna, imiterande trähus med pelarprydda fasader, av vilka några har gavelfält med reliefer och lykiska inskrifter. Vid foten av klippan ligger en väl bevarad teater, delvis inhuggen i klippan, delvis byggd.
Den helige Nikolaus var biskop i Myra på 300-talet. Hans kyrka, som låg nedsjunken i jorden och till en del var fylld av jord, utgrävdes av ryska arkeologer på 1890-talet.
Som stadens hamn användes Andriaka, grekiska: Ἀνδριάκη (nu Andraki), vid vilken Paulus landade på sin resa till Rom (Apostlagärningarna 27:5). Där finns även åtskilliga ruiner, av kyrkor, bad och ett stort spannmålsmagasin, med kejsar Hadrianus namn i en inskrift.